# Andropolia pulverulenta
Andropolia pulverulenta är en fjärilsart som beskrevs av Smith 1891. Andropolia pulverulenta ingår i släktet Andropolia och familjen nattflyn. Inga underarter finns listade i Catalogue of Life.